# William Guténius
Nils Gustav William Guténius (Lerum, 17 settembre 1992) è un cestista svedese.

## Palmarès
- Campionato svedese: 1

Borås Basket: 2019-20